# Конституция Великобритании
Конститу́ция Великобрита́нии (англ. Constitution of the United Kingdom) — список законов, прецедентов и конституционных обычаев Великобритании, которые определяют порядок формирования и полномочия органов государства, принципы взаимоотношений государственных органов: между собой, в отношении государственных органов делегированных автономий (парламенты Шотландии, Уэльса и Северной Ирландии) и граждан. В отличие от других государств, конституция Великобритании некодифицирована и не представляет собой один конкретный писанный документ или свод законов.

## История
В течение Английской революции были созданы несколько законодательных проектов, которые должны были стать основой для написания конституции. В первую очередь это было так назвваемое Народное соглашение — серия манифестов левеллеров, закрепляющих гражданские права, в том числе всеобщее равное избирательное право, и Главы предложений —альтернативный проект, предложенный Генри Айртоном. Эти два законопроекта  обсуждались в ходе Патнейской конференции в октябре 1647 года, однако дебаты были прерваны бегством короля Карла I, и в итоге согласительная комиссия приняла лишь аполитичную петицию для представления в парламенте.
15 декабря 1653 года была принята первая британская писаная конституция под названием Орудие управления, а 26 июня 1657 была принята в качестве новой конституции Скромная петиция, предлагавшая установить наследственную власть Кромвеля, и в то же время сохранявшая республиканский характер правления, которая действовала до Реставрации монархии в Великобритании.

## Особенности Конституции Великобритании
Отличительной характеристикой конституционного законодательства является его некодифицированность, то есть отсутствие какого-либо единого документа, который можно было бы назвать основным законом страны. Более того, не существует даже точного перечня документов, которые бы относились к Конституции.
Это вызвано особым (по сравнению с другими странами Европы) характером Английского права, которое относится к англосаксонской системе, отличительной особенностью которой является использование в качестве источника права судебного прецедента, главенствующий характер которого определяется судебной властью.
В целом выделяют три составляющих конституционных норм Великобритании: статутное право (англ., Statute Law); общее право (англ.,Common Law) и конституционный обычай (англ., Constitutional conventions), которым соответствуют следующие источники права: парламентские статуты, судебные прецеденты (решения судов высших инстанций) и конституционные соглашения (политические договоренности).
В Великобритании отсутствует различие между «конституционным» и «текущим» законодательством — действует общий порядок принятия и изменения законов, что определяет «гибкий» характер основного (первичного) законодательства, возможность его модификации без прохождения сложной процедуры изменения или дополнения, как это существует в других странах (принятие на референдуме, квалифицированным большинством в парламенте и пр.). При этом стабильность правовых норм поддерживается через судебную систему и порядок судебного пересмотра подзаконных актов (англ. judicial review).
Исходя из принципа парламентского суверенитета (в праве Короны), нормы конституционных законов Великобритании, в отличие от многих документов иных отраслей Английского права (например, уголовного права), являются едиными для всего Соединённого Королевства: Англии, Уэльса, Шотландии и Северной Ирландии.